# Mary Wollstonecraft
Mary Wollstonecraft (1759. április 27. – 1797. szeptember 10.) brit író, filozófus és feminista. Rövid pályafutása alatt írt regényeket, értekezéseket, egy utazási elbeszélést, a nagy francia forradalom történetét, egy viselkedéskönyvet, és egy gyerekkönyvet. Mary Wollstonecraft, az újkori nőjogi mozgalmak elindítója volt, az A Vindication of the Rights of Woman című, női egyenjogúságot hirdető írása nagy visszhangra lelt Londonban.
„Miben áll az emberek felsőbbsége az oktalan állathoz képest?
Erre a kérdésre válaszolni éppoly könnyű, mint ésszel belátni azt, hogy a fél kevesebb az egésznél. Miért is plántálták belénk a szenvedélyeket?
Mert azokkal megküzdve talán elérhetjük a tudásnak egy olyan szintjét, melyet a vadállatoktól megtagadtak.
Ennek következtében természetünk tökéletessége, a boldogságra való képességünk azon mérhető, mennyire vagyunk észszerűek, erényesek és emberségesek, mert ezek különböztetik meg az egyént, s az ész, a tudás és az erény gyakorlásának természetes velejárói.”

## Életpályája
Wollstonecraft 1759. április 27-én született Spitalfieldsben, az angliai Londonban. Bár angol és ír eredetű családja bőséges jövedelemmel rendelkezett, apja spekulációinak következtében pénzügyileg instabillá váltak. A férfi azonfelül erőszakos ember volt, aki részeg haragjában gyakran verte feleségét. tizenévesként megesett, hogy Wollstonecraft az anyja hálószobájának ajtaja elé feküdt, hogy megvédje őt. Nővérei felé is mindig hasonló "anyai" érzésekkel viseltetett: 1783-ban meggyőzte Eliza nővérét, hogy meneküljön szerencsétlen házasságból. Az emberi kötöttségek mindazonáltal szigorúak voltak: nővérét elítélte a kor társadalma. A két testvér Newington Green-ben létesített iskolát, ahol taníthattak, és az itt szerzett hatásokra fogalmazta meg Mary a „Thoughts on the Education of Daughters” (Gondolatok a lányok neveléséről) című munkáját. Majd nevelőnő lett Lord Kingsborough családjánál, később műveltségére alapozva irodalmi tanácsadó és fordító a londoni érdekeltségű Joseph Johnsonnál, aki haladó szellemű művek kiadásával foglalkozik.
Olyan embereket ismer meg mint: William Blake és William Wordsworth.
1792-es párizsi útján, míg az „An Historical and Moral View of the Origins and Progress of the French Revolution: and the Effect is has Produced in Europe” (A francia forradalom keletkezésének és fejlődésének történelmi és erkölcsi áttekintése és Európára kifejtett hatása) című könyvéhez gyűjtött anyagot ismerkedett meg az amerikai Gilbert Imlay kapitánnyal, akitől kislányt szült. A kapcsolat 1795-ben megszakadt.
Mary későbbi férje William Godwin maga is radikális író és filozófus volt, baráti kapcsolatuk fejlődött szerelemmé. Együtt éltek, és csak aztán házasodtak össze, hogy Mary terhes lett, bár egyikőjük sem támogatta a házasság intézményét. Wollstonecraft  1797-ben néhány nappal lánya születése után halt meg. (A kislánya, szintén Mary, felcseperedve ugyancsak nem mindennapi életet élt, mint a költő Shelley élettársa, majd felesége, és a Frankenstein írója.)

## A nők jogainak védelmében
Az 1792-es évben publikálja, a feminista szakirodalom egyik alapművét „A Vindication on the Rights of Woman” (A nők jogainak követelése) cím alatt, melyben a nemek egyenlőségét hirdeti. Kikarikírozza azt a felfogást, hogy a nők kizárólag csinos, ám önállótlan teremtések. Wollstonecraft kifejti, hogy megfelelő iskolázással a nők öntudatra ébrednek és szellemi teljesítőképességüket ki tudják használni.
(Angolul a teljes szöveg hozzáférhető:bartleby.com)
Férje 1798-ban, Mary halála után adja ki felesége befejezetlen munkáját, a „Maria, or the Wrongs of Woman”-t (Maria, vagy a nők tévedései). Óriási felháborodást kiváltó témája a nők szexuális vágyait helyezi a középpontba és kifejti, hogy nem a vágy, hanem annak tagadása megalázó és feslett.
Ez Wollstonecraft legradikálisabb munkája. A főszereplőt, Mariát, a züllött férje által bebörtönzik egy ispotályba (az eredetiben "asylum", amolyan elmegyógyintézet és elfekvő keveréke a 18-19. században), aki ráadásul eltulajdonítja a nő pénzét és gyermekeit is elszakítja tőle. A bezártságban megismerkedik egy másik férfival, Darnford-dal, és talán egymásba is szeretnek, de mert a történet befejezetlen, nem tisztázott, hogy mi volt az írónő szándéka- a happy end, vagy a tragikus vég. (A mű teljes szövege, angol nyelven)

## Műveinek listája
- Thoughts on the Education of Daughters (1787)
- Mary: A Fiction (1788)
- Eredeti történetek a való életből (Original Stories from Real Life, 1788)
- Of the Importance of Religious Opinions (1788) (fordítás)
- The Female Reader (1789) (antológia)
- Young Grandison (1790) (fordítás)
- Elements of Morality (1790) (fordítás)
- A Vindication of the Rights of Men (1790)
- A Vindication of the Rights of Woman (1792)
- An Historical and Moral View of the French Revolution (1794)
- Letters Written during a Short Residence in Sweden, Norway and Denmark (1796)
- Contributions to the Analytical Review (1788–1797) (névtelenül publikálva)
- The Cave of Fancy (1798, posztumusz kiadás; töredék)
- Maria: or, The Wrongs of Woman (1798, posztumousz kiadás; befejezetlen)
- Letters to Imlay (1798, posztumusz kiadás)
- Letters on the Management of Infants (1798, posztumusz kiadás; befejezetlen)
- Lessons (1798, posztumousz kiadás; befejezetlen)
- On Poetry and our Relish for the Beauties of Nature (1798, posztumusz kiadás)